# Les Aventures d'André et Wally B.
 (juillet 2025).
Pour plus de détails, voir Fiche technique et Distribution.
Les Aventures d'André et Wally B. (The Adventures of André and Wally B.) est un court métrage américain de la division informatique de Lucasfilm créée par George Lucas qui deviendra quelques années plus tard le studio Pixar. Il a été réalisé par Alvy Ray Smith avec une animation de John Lasseter. C'est le tout premier court métrage intégralement conçu par ordinateur.

## Synopsis
André, un androïde, fait une sieste dans la forêt et se réveille face à une abeille du nom de Wally B. Cette dernière taquine André en lui touchant le nez. Celui-ci a peur et s'enfuit dans le dos de l'insecte. Wally B, en colère, poursuit André dans la forêt et le pique dans le dos. Elle continue alors son chemin avec le dard tordu tandis qu'André, énervé, lui jette son chapeau.

## Fiche technique
Sauf indication contraire, les informations mentionnées dans cette section peuvent être confirmées par les bases de données cinématographiques IMDb et Allociné,  présentes dans la section « Liens externes ».
- Titre français : Les Aventures d'André et Wally B.
- Titre québécois : Les Aventures d'André et Wally B.
- Titre original : The Adventures of André and Wally B.
- Réalisation : Alvy Ray Smith
- Scénario : Alvy Ray Smith
- Animation : John Lasseter
- Sociétés de production : Pixar Animation Studios et Lucasfilm
- Pays de production :  États-Unis
- Langue originale : aucune (film sans dialogue)
- Format : couleurs
- Genre : Film d'animation, humour
- Durée : 2 minutes
- Date de sortie :
  - France : 20 février 1985